# Dejan Savićević
Dejan Savićević (* 15. September 1966 in Titograd, SFR Jugoslawien) ist ein ehemaliger jugoslawischer bzw. montenegrinischer Fußballspieler und heutiger -trainer und -funktionär.

## Karriere
Savićević begann seine Karriere 1982 bei Budućnost Titograd. 1988 stieß er zu Roter Stern Belgrad, wo er bis 1992 Teil jener Mannschaft war, die 1991 den Europapokal der Landesmeister und den Weltpokal gewann. Zusätzlich gewann er bei Roter Stern zwischen 1990 und 1992 dreimal die jugoslawische Meisterschaft sowie 1990 den jugoslawischen Pokal.
1992 wechselte er in die Serie A zur AC Mailand. Dort erwarb sich der Mittelfeldspieler vor allem durch seine Leistung im Champions-League-Endspiel 1994 gegen den FC Barcelona den Spitznamen Il Genio. Er schoss in diesem Spiel ein Tor und leitete fast jeden Angriff ein. Sein Klub gewann 4:0. Neben dem Erfolg in der Champions League gewann er auch mit der AC Mailand drei Meisterschaften (1993, 1994, 1996) und einmal den Europäischen Supercup (1994).
Nachdem er im Januar 1999 zum Roten Stern zurückgekehrt war, wechselte er bereits im Sommer 1999 für zwei Jahre zum SK Rapid Wien.
Für die jugoslawische Nationalmannschaft kam Savićević insgesamt auf 56 Einsätze, fünf davon bei der WM 1990 und WM 1998. Insgesamt schoss er 19 Tore.
Ab 2001 war Dejan Savićević serbisch-montenegrinischer Teamtrainer, musste allerdings nach einer 1:2-Niederlage gegen Aserbaidschan im Juni 2003 zurücktreten.
Savićević lebt heute in Podgorica, Montenegro und ist Präsident des Montenegrinischen Fußballverbands (Fudbalski Savez Crne Gore).

## Erfolge
FK Roter Stern Belgrad 
- Jugoslawische Meisterschaft: 1989/90, 1990/91, 1991/92
- Jugoslawischer Pokal: 1989/90
- Europapokal der Landesmeister: 1990/91
- Weltpokal: 1991

 AC Mailand 
- Italienische Meisterschaft: 1992/93, 1993/94, 1995/96
- UEFA Champions League: 1993/94
- Italienischer Superpokal: 1992, 1993, 1994
- UEFA Super Cup: 1994